# جيوفاني فاريا دا سيلفا
جيوفاني فاريا دا سيلفا (بالبرتغالية: Geovani Faria da Silva‏) ، من مواليد 6 أبريل 1964 ، وهو لاعب برازيلي معروف، شارك مع منتخب بلاده لدرجة الشباب عام 1983م، وحصل على جائزة الكرة الذهبية.

## روابط خارجية
- جيوفاني فاريا دا سيلفا على موقع الاتحاد الدولي (مؤرشف)  (الإنجليزية)
- جيوفاني فاريا دا سيلفا على موقع قاعدة بيانات كرة القدم.إي يو (الإنجليزية)
- جيوفاني فاريا دا سيلفا على موقع ناشيونال فوتبول تيمز (الإنجليزية)
- جيوفاني فاريا دا سيلفا على موقع أوليمبيديا (الإنجليزية)
- جيوفاني فاريا دا سيلفا على موقع اللجنة الأولمبية البرازيلية (البرتغالية)